# Comuna Vitomirești, Olt
Vitomirești este o comună în județul Olt, Muntenia, România, formată din satele Bulimanu, Dejești, Donești, Stănuleasa, Trepteni și Vitomirești (reședința).

## Demografie
Componența etnică a comunei Vitomirești
     Români (93,19%)
     Alte etnii (6,81%)
Componența confesională a comunei Vitomirești
     Ortodocși (92,64%)
     Alte religii (0,28%)
     Necunoscută (7,08%)
Conform recensământului efectuat în 2021, populația comunei Vitomirești se ridică la 1.807 locuitori, în scădere față de recensământul anterior din 2011, când fuseseră înregistrați 2.282 de locuitori. Majoritatea locuitorilor sunt români (93,19%). Din punct de vedere confesional, majoritatea locuitorilor sunt ortodocși (92,64%), iar pentru 7,08% nu se cunoaște apartenența confesională.

## Politică și administrație
Comuna Vitomirești este administrată de un primar și un consiliu local compus din 11 consilieri. Primarul, Ion-Robert Rotea[*], de la Partidul Social Democrat, este în funcție din 2016. Începând cu alegerile locale din 2024, consiliul local are următoarea componență pe partide politice:
|  | Partid                          | Consilieri | Componența Consiliului | Componența Consiliului | Componența Consiliului | Componența Consiliului | Componența Consiliului | Componența Consiliului |
|  | ------------------------------- | ---------- | ---------------------- | ---------------------- | ---------------------- | ---------------------- | ---------------------- | ---------------------- |
|  | Partidul Social Democrat        | 6          |                        |                        |                        |                        |                        |                        |
|  | Partidul Național Liberal       | 3          |                        |                        |                        |                        |                        |                        |
|  | Alianța pentru Unirea Românilor | 1          |                        |                        |                        |                        |                        |                        |
|  | Partidul S.O.S. România         | 1          |                        |                        |                        |                        |                        |                        |

## Vezi și
- Biserica de lemn din Vitomirești
- Platforma Cotmeana (sit de importanță comunitară)